# Boyd Tinsley Women's Clay Court Classic 2014
Il Boyd Tinsley Women's Clay Court Classic 2014 è stato un torneo di tennis facente parte della categoria ITF Women's Circuit nell'ambito dell'ITF Women's Circuit 2014. Il torneo si è giocato a Charlottesville in USA dal 21 al 27 aprile 2014 su campi in terra verde e aveva un montepremi di $50,000.

## Partecipanti

### Teste di serie
| Nazionalità | Giocatrice           | Ranking* | Testa di serie |
| ----------- | -------------------- | -------- | -------------- |
| Stati Uniti | Shelby Rogers        | 111      | 1              |
| Australia   | Olivia Rogowska      | 131      | 2              |
| Stati Uniti | Melanie Oudin        | 136      | 3              |
| Stati Uniti | Irina Falconi        | 138      | 4              |
| Paraguay    | Verónica Cepede Royg | 142      | 5              |
| Stati Uniti | Victoria Duval       | 148      | 6              |
| Kazakistan  | Julija Putinceva     | 159      | 7              |
| Stati Uniti | Grace Min            | 164      | 8              |

- Ranking al 14 aprile 2014.

### Altre partecipanti
Giocatrici che hanno ricevuto una wild card:
- Julia Boserup
- Samantha Crawford
- Sanaz Marand
- Taylor Townsend

Giocatrici che sono passate dalle qualificazioni:
- Françoise Abanda
- Ulrikke Eikeri
- Montserrat González
- Sofija Kovalec

## Vincitrici

### Singolare
Taylor Townsend ha battuto in finale  Montserrat González con il punteggio di 6–2, 6–3

### Doppio
Asia Muhammad /  Taylor Townsend hanno battuto in finale  Irina Falconi /  Maria Sanchez con il punteggio di 6–3, 6–1